# Anolis alayoni
Anolis alayoni är en ödleart som beskrevs av  Estrada och HEDGES 1995. Anolis alayoni ingår i släktet anolisar, och familjen Polychrotidae. Inga underarter finns listade i Catalogue of Life.